# Ornithion brunneicapillus
Ornithion brunneicapillus е вид птица от семейство Tyrannidae.

## Разпространение
Видът е разпространен във Венецуела, Еквадор, Колумбия, Коста Рика и Панама.